# بني سباء (ذمار)
بني سباء هي إحدى قرى الجمهورية اليمنية. تتبع جغرافيا لمحافظة ذمار وإداريًا لمديرية جهران. يبلغ تعداد سكانها 1090 نسمة حسب الإحصاء الذي أجري عام 2004.